# Lake Tapawingo
Lake Tapawingo è un comune degli Stati Uniti d'America, situato nello Stato del Missouri, nella contea di Jackson.